# 2011年のMLBドラフト
2011年のMLBドラフト（英語: 2011 First-Year Player Draft）は、メジャーリーグベースボール (MLB)の第52回ドラフト会議で、2011年6月に行われたアマチュアドラフトである。 2010年のMLBで最下位のピッツバーグ・パイレーツが全体1位指名の権利を得た。
全体3位でアリゾナ・ダイヤモンドバックスに指名されて入団したトレバー・バウアーが翌年6月にこのドラフトで指名された全選手の中で最初にMLBの試合に出場した。

## 1巡目指名
|  | = オールスター |  |            |  |
|  | = MLB未出場    |  | = 契約せず |  |

| 順位 | 選手                         | チーム                                     | 守備位置 | 学校                                              |
| ---- | ---------------------------- | ------------------------------------------ | -------- | ------------------------------------------------- |
| 1    | ゲリット・コール             | ピッツバーグ・パイレーツ                   | 投手     | カリフォルニア大学ロサンゼルス校                  |
| 2    | ダニー・ハルツェン           | シアトル・マリナーズ                       | 投手     | バージニア大学                                    |
| 3    | トレバー・バウアー           | アリゾナ・ダイヤモンドバックス             | 投手     | カリフォルニア大学ロサンゼルス校                  |
| 4    | ディラン・バンディ           | ボルチモア・オリオールズ                   | 投手     | オワッソ高校（OK）                                |
| 5    | バッバ・スターリング         | カンザスシティ・ロイヤルズ                 | 外野手   | ガードナー・エドガートン高校 (KS)                 |
| 6    | アンソニー・レンドン         | ワシントン・ナショナルズ                   | 三塁手   | ライス大学 (TX)                                   |
| 7    | アーチー・ブラッドリー       | アリゾナ・ダイヤモンドバックス             | 投手     | ブロークン・アロー高等学校 (OK)                   |
| 8    | フランシスコ・リンドーア     | クリーブランド・インディアンス             | 遊撃手   | モンテベルデ・アカデミー (FL)                     |
| 9    | ハビアー・バエズ             | シカゴ・カブス                             | 遊撃手   | アーリントン・カントリー・デイ・スクール (FL)     |
| 10   | コーリー・スパンジェンバーグ | サンディエゴ・パドレス                     | 二塁手   | インディアン・リバー・コミュニティ・カレッジ (FL) |
| 11   | ジョージ・スプリンガー       | ヒューストン・アストロズ                   | 外野手   | コネチカット大学                                  |
| 12   | テイラー・ユングマン         | ミルウォーキー・ブルワーズ                 | 投手     | テキサス大学オースティン校                        |
| 13   | ブランドン・ニモ             | ニューヨーク・メッツ                       | 外野手   | シャイアン・イースト高等学校 (WY)                 |
| 14   | ホセ・フェルナンデス         | フロリダ・マーリンズ                       | 投手     | ブラウリオ・アロンソ高等学校 (FL)                 |
| 15   | ジェド・ブラッドリー         | ミルウォーキー・ブルワーズ                 | 投手     | ジョージア工科大学                                |
| 16   | クリス・リード               | ロサンゼルス・ドジャース                   | 投手     | スタンフォード大学 (CA)                           |
| 17   | C.J.クロン                   | ロサンゼルス・エンゼルス・オブ・アナハイム | 一塁手   | ユタ大学                                          |
| 18   | ソニー・グレイ               | オークランド・アスレチックス               | 投手     | ヴァンダービルト大学 (TN)                         |
| 19   | マット・バーンズ             | ボストン・レッドソックス                   | 投手     | コネチカット大学                                  |
| 20   | タイラー・アンダーソン       | コロラド・ロッキーズ                       | 投手     | オレゴン大学                                      |
| 21   | タイラー・ビーディ           | トロント・ブルージェイズ                   | 投手     | Lawrence Academy (MA)                             |
| 22   | コルテン・ウォン             | セントルイス・カージナルス                 | 二塁手   | ハワイ大学                                        |
| 23   | アレックス・メイヤー         | ワシントン・ナショナルズ                   | 投手     | ケンタッキー大学                                  |
| 24   | テイラー・グリエリ           | タンパベイ・レイズ                         | 投手     | Spring Valley High School (SC)                    |
| 25   | ジョー・ロス                 | サンディエゴ・パドレス                     | 投手     | Bishop O'Dowd High School (CA)                    |
| 26   | ブレイク・スワイハート       | ボストン・レッドソックス                   | 捕手     | V. Sue Cleveland High School (NM)                 |
| 27   | ロバート・スティーブンソン   | シンシナティ・レッズ                       | 投手     | Alhambra High School (CA)                         |
| 28   | ショーン・ギルマーティン     | アトランタ・ブレーブス                     | 投手     | フロリダ州立大学                                  |
| 29   | ジョー・パニック             | サンフランシスコ・ジャイアンツ             | 遊撃手   | セント・ジョンズ大学 (NY)                         |
| 30   | レビ・マイケル               | ミネソタ・ツインズ                         | 遊撃手   | ノースカロライナ大学チャペルヒル校                |
| 31   | マイキー・マートック         | タンパベイ・レイズ                         | 外野手   | ルイジアナ州立大学                                |
| 32   | ジェイク・ヘイガー           | タンパベイ・レイズ                         | 遊撃手   | Sierra Vista High School (NE)                     |
| 33   | ケビン・マシューズ           | テキサス・レンジャーズ                     | 投手     | Richmond Hill High School (GA)                    |

## 1巡目補足指名
| 順位 | 選手                               | チーム                         | 守備位置 | 学校                                  |
| ---- | ---------------------------------- | ------------------------------ | -------- | ------------------------------------- |
| 34   | ブライアン・グッドウィン           | ワシントン・ナショナルズ       | 外野手   | マイアミ・デイド・カレッジ            |
| 35   | ジェイコブ・アンダーソン           | トロント・ブルージェイズ       | 外野手   | Chino High School (CA)                |
| 36   | ヘンリー・オーウェンス             | ボストン・レッドソックス       | 投手     | Edison High School (CA)               |
| 37   | ザック・コーン                     | テキサス・レンジャーズ         | 外野手   | ジョージア大学                        |
| 38   | ブランドン・マーティン             | タンパベイ・レイズ             | 遊撃手   | Santiago High School (CA)             |
| 39   | ラリー・グリーン                   | フィラデルフィア・フィリーズ   | 外野手   | Berrien High School (GA)              |
| 40   | ジャッキー・ブラッドリー・ジュニア | ボストン・レッドソックス       | 外野手   | サウスカロライナ大学                  |
| 41   | タイラー・ゴーデル                 | タンパベイ・レイズ             | 三塁手   | Saint Francis High School             |
| 42   | ジェフ・エイムズ                   | タンパベイ・レイズ             | 投手     | ロウアー・コロンビア・カレッジ        |
| 43   | アンドリュー・チェイフィン         | アリゾナ・ダイヤモンドバックス | 投手     | ケント州立大学 (OH)                   |
| 44   | マイケル・フルマー                 | ニューヨーク・メッツ           | 投手     | Deer Creek High School (OK)           |
| 45   | トレバー・ストーリー               | コロラド・ロッキーズ           | 遊撃手   | アービング高校 (TX)                   |
| 46   | ジョー・マスグローブ               | トロント・ブルージェイズ       | 投手     | Grossmont High School (CA)            |
| 47   | キーニン・ウォーカー               | シカゴ・ホワイトソックス       | 外野手   | セントラル・アリゾナ・カレッジ        |
| 48   | マイケル・ケリー                   | サンディエゴ・パドレス         | 投手     | West Boca Raton Community High School |
| 49   | カイル・クリック                   | サンフランシスコ・ジャイアンツ | 投手     | Sherman High School (TX)              |
| 50   | トラビス・ハリソン                 | ミネソタ・ツインズ             | 三塁手   | Tustin High School (CA)               |
| 51   | ダンテ・ビシェット・ジュニア       | ニューヨーク・ヤンキース       | 三塁手   | Orangewood Christian School (FL)      |
| 52   | ブレイク・スネル                   | タンパベイ・レイズ             | 投手     | Shorewood High School (WA)            |
| 53   | ドワイト・スミス・ジュニア         | トロント・ブルージェイズ       | 外野手   | McIntosh High School (GA)             |
| 54   | ブレット・オースティン             | サンディエゴ・パドレス         | 捕手     | Providence High School (NC)           |
| 55   | ハドソン・ボイド                   | ミネソタ・ツインズ             | 投手     | Bishop Verot High School (FL)         |
| 56   | ケス・カーター                     | タンパベイ・レイズ             | 外野手   | ウェスタンケンタッキー大学            |
| 57   | ケビン・カマー                     | トロント・ブルージェイズ       | 投手     | Seneca High School (NJ)               |
| 58   | ジェイス・ピーターソン             | サンディエゴ・パドレス         | 遊撃手   | マクニーズ州立大学 (LA)               |
| 59   | グレイソン・ガービン               | タンパベイ・レイズ             | 投手     | ヴァンダービルト大学 (TN)             |
| 60   | ジェームズ・ハリス                 | タンパベイ・レイズ             | 外野手   | Oakland Technical High School         |

## その他注目選手
| 巡 目 | 順 位 | 選 手                        | チ ｜ ム                                   | 守 備 位 置 | 学 校                                            |
| ----- | ----- | ---------------------------- | ------------------------------------------ | ----------- | ------------------------------------------------ |
| 2     | 61    | ジョシュ・ベル               | ピッツバーグ・パイレーツ                   | 外野手      | Jesuit College Preparatory School of Dallas (TX) |
| 2     | 62    | ブラッド・ミラー             | シアトル・マリナーズ                       | 遊撃手      | クレムソン大学 (SC)                              |
| 2     | 63    | キャム・ギャラガー           | カンザスシティ・ロイヤルズ                 | 捕手        | マンハイム・タウンシップ高等学校 (PA)            |
| 2     | 64    | ロマン・クイン               | フィラデルフィア・フィリーズ               | 遊撃手      | ポートセントジョー高等学校 (FL)                  |
| 2     | 68    | ダン・ボーゲルバック         | シカゴ・カブス                             | 一塁手      | ビショップ・ベロット高校 (FL)                    |
| 2     | 69    | エイドリアン・ハウザー       | ヒューストン・アストロズ                   | 投手        | ロカストグローブ高等学校 (OK)                    |
| 2     | 70    | ホルヘ・ロペス               | ミルウォーキー・ブルワーズ                 | 投手        | カグアス・ミリタリー・アカデミー (PR)            |
| 2     | 72    | アダム・コンリー             | フロリダ・マーリンズ                       | 投手        | ワシントン州立大学 (WA)                          |
| 2     | 74    | ダニエル・ノリス             | トロント・ブルージェイズ                   | 投手        | サイエンスヒル高等学校 (TN)                      |
| 2     | 76    | ジェームズ・マッキャン       | デトロイト・タイガース                     | 捕手        | アーカンソー大学                                 |
| 2     | 79    | チャーリー・ティルソン       | セントルイス・カージナルス                 | 外野手      | ニュートリアー高等学校 (IL)                      |
| 2     | 80    | エリック・ジョンソン         | シカゴ・ホワイトソックス                   | 投手        | カリフォルニア大学バークレー校                   |
| 2     | 81    | ウィリアムズ・ヘレス         | ボストン・レッドソックス                   | 外野手      | グランド・ストリート・キャンパス高等学校 (NY)    |
| 2     | 82    | オースティン・ヘッジス       | サンディエゴ・パドレス                     | 捕手        | Jセラ・カトリック高等学校 (CA)                   |
| 2     | 85    | ニック・アーメド             | アトランタ・ブレーブス                     | 遊撃手      | コネチカット大学                                 |
| 2     | 86    | アンドリュー・スザック       | サンフランシスコ・ジャイアンツ             | 捕手        | オレゴン州立大学                                 |
| 2     | 91    | アレックス・ディッカーソン   | ピッツバーグ・パイレーツ                   | 一塁手      | インディアナ大学                                 |
| 3     | 94    | マイク・ライト               | ボルチモア・オリオールズ                   | 投手        | イーストカロライナ大学 (NC)                      |
| 3     | 112   | マット・アンドリース         | サンディエゴ・パドレス                     | 投手        | カリフォルニア大学リバーサイド校                 |
| 3     | 114   | トニー・シングラーニ         | シンシナティ・レッズ                       | 投手        | ライス大学 (TX)                                  |
| 3     | 120   | アダム・モーガン             | フィラデルフィア・フィリーズ               | 投手        | アラバマ大学                                     |
| 3     | 121   | カーター・キャップス         | シアトル・マリナーズ                       | 投手        | マウント・オリーブ大学 (NC)                      |
| 4     | 123   | ジョン・ヒックス             | シアトル・マリナーズ                       | 捕手        | バージニア大学                                   |
| 4     | 124   | エバン・マーシャル           | アリゾナ・ダイヤモンドバックス             | 投手        | カンザス州立大学                                 |
| 4     | 129   | トニー・ジック               | シカゴ・カブス                             | 投手        | ルイビル大学 (KY)                                |
| 4     | 135   | マイク・クレビンジャー       | ロサンゼルス・エンゼルス・オブ・アナハイム | 投手        | セミノール短期大学 (FL)                          |
| 4     | 142   | ノエ・ラミレス               | ボストン・レッドソックス                   | 投手        | カリフォルニア州立大学フラトン校                 |
| 4     | 151   | コディ・アッシー             | フィラデルフィア・フィリーズ               | 三塁手      | ネブラスカ大学                                   |
| 5     | 152   | タイラー・グラスノー         | ピッツバーグ・パイレーツ                   | 投手        | ウィリアム・S・ハート高等学校 (CA)               |
| 5     | 160   | ニック・トロピアーノ         | ヒューストン・アストロズ                   | 投手        | ニューヨーク州立大学ストーニーブルック校         |
| 5     | 164   | スコット・マクガフ           | ロサンゼルス・ドジャース                   | 投手        | オレゴン大学                                     |
| 5     | 170   | サム・ガビグリオ             | セントルイス・カージナルス                 | 投手        | オレゴン州立大学                                 |
| 5     | 172   | ムーキー・ベッツ             | ボストン・レッドソックス                   | 外野手      | ジョン・オーバートン高校 (TN)                    |
| 5     | 179   | グレッグ・バード             | ニューヨーク・ヤンキース                   | 捕手        | グランドビュー高等学校 (CO)                      |
| 6     | 194   | スコット・バーロウ           | ロサンゼルス・ドジャース                   | 投手        | ゴールデンバレー高等学校 (CA)                    |
| 6     | 199   | アンソニー・デスクラファニー | トロント・ブルージェイズ                   | 投手        | フロリダ大学                                     |
| 6     | 201   | マーカス・セミエン           | シカゴ・ホワイトソックス                   | 遊撃手      | カリフォルニア大学バークレー校                   |
| 6     | 207   | ジョシュ・オーシック         | サンフランシスコ・ジャイアンツ             | 投手        | オレゴン州立大学                                 |
| 7     | 226   | ブレイク・トレイネン         | オークランド・アスレチックス               | 投手        | サウスダコタ州立大学                             |
| 7     | 227   | ブライアン・フリン           | デトロイト・タイガース                     | 投手        | ウィチタ州立大学 (KS)                            |
| 7     | 231   | ケバン・スミス               | シカゴ・ホワイトソックス                   | 捕手        | ピッツバーグ大学 (PA)                            |
| 7     | 236   | マット・ウィスラー           | アトランタ・ブレーブス                     | 投手        | ブライアン高等学校 (OH)                          |
| 7     | 241   | ケン・ジャイルズ             | フィラデルフィア・フィリーズ               | 投手        | ヤバパイ短期大学 (AZ)                            |
| 8     | 243   | カーソン・スミス             | シアトル・マリナーズ                       | 投手        | テキサス州立大学サンマルコス校                   |
| 8     | 263   | ケビン・クェッケンブッシュ   | サンディエゴ・パドレス                     | 投手        | 南フロリダ大学                                   |
| 8     | 264   | カイル・ヘンドリックス       | テキサス・レンジャーズ                     | 投手        | ダートマス大学 (NH)                              |
| 8     | 266   | トミー・ラステラ             | アトランタ・ブレーブス                     | 二塁手      | コースタル・カロライナ大学 (SC)                  |
| 9     | 272   | クレイ・ホームズ             | ピッツバーグ・パイレーツ                   | 投手        | スローカム高等学校 (AL)                          |
| 9     | 276   | アーロン・ブルックス         | カンザスシティ・ロイヤルズ                 | 投手        | カリフォルニア州立大学サンバーナーディーノ校     |
| 9     | 283   | オースティン・バーンズ       | フロリダ・マーリンズ                       | 捕手        | アリゾナ州立大学                                 |
| 9     | 292   | トラビス・ショウ             | ボストン・レッドソックス                   | 三塁手      | ケント州立大学 (OH)                              |
| 9     | 297   | デレク・ロー                 | サンフランシスコ・ジャイアンツ             | 投手        | マイアミ・デイド大学 (FL)                        |
| 10    | 317   | カート・カサリ               | デトロイト・タイガース                     | 投手        | ヴァンダービルト大学 (TN)                        |
| 11    | 350   | セス・メイネス               | セントルイス・カージナルス                 | 投手        | イーストカロライナ大学 (NC)                      |
| 12    | 383   | コリン・レイ                 | サンディエゴ・パドレス                     | 投手        | インディアナ州立大学                             |
| 12    | 387   | ケルビー・トムリンソン       | サンフランシスコ・ジャイアンツ             | 遊撃手      | テキサス工科大学                                 |
| 13    | 402   | ロバート・グセルマン         | ニューヨーク・メッツ                       | 投手        | ウェストチェスター高等学校 (CA)                  |
| 14    | 428   | コディ・アンダーソン         | クリーブランド・インディアンス             | 投手        | フェザー・リバー短期大学 (CA)                    |
| 14    | 431   | ジェイコブ・バーンズ         | ミルウォーキー・ブルワーズ                 | 投手        | フロリダ・ガルフ・コースト大学                   |
| 14    | 443   | バーチ・スミス               | サンディエゴ・パドレス                     | 投手        | オクラホマ大学                                   |
| 15    | 474   | ジェラッド・アイコフ         | テキサス・レンジャーズ                     | 投手        | オルニー・セントラルカレッジ (IL)                |
| 16    | 488   | ライアン・メリット           | クリーブランド・インディアンス             | 投手        | マクレナン・コミュニティカレッジ (TX)            |
| 16    | 501   | クリス・バシット             | シカゴ・ホワイトソックス                   | 投手        | アクロン大学 (OH)                                |
| 18    | 548   | ショーン・アームストロング   | クリーブランド・インディアンス             | 投手        | イーストカロライナ大学 (NC)                      |
| 18    | 559   | ジョン・バーティ             | トロント・ブルージェイズ                   | 遊撃手      | ボーリング・グリーン州立大学 (OH)                |
| 18    | 564   | ニック・マルティネス         | テキサス・レンジャーズ                     | 投手        | フォーダム大学 (NY)                              |
| 20    | 606   | テレンス・ゴア               | カンザスシティ・ロイヤルズ                 | 外野手      | ガルフ・コースト・コミュニティ大学 (FL)          |
| 20    | 610   | マット・ダフィー             | ヒューストン・アストロズ                   | 三塁手      | テネシー大学                                     |
| 20    | 618   | ダニエル・ウィンクラー       | コロラド・ロッキーズ                       | 投手        | セントラルフロリダ大学                           |
| 20    | 629   | ダニエル・カマレナ           | ニューヨーク・ヤンキース                   | 投手        | カセドラル・カトリック高等学校 (CA)              |
| 21    | 642   | ジョン・ガント               | ニューヨーク・メッツ                       | 投手        | ワイアグラス・ランチ高等学校 (FL)                |
| 22    | 685   | アミール・ギャレット         | シンシナティ・レッズ                       | 投手        | セント・ジョンズ大学 (NY)                        |
| 23    | 698   | コディ・アレン               | クリーブランド・インディアンス             | 投手        | ハイポイント大学 (NC)                            |
| 23    | 715   | サル・ロマノ                 | シンシナティ・レッズ                       | 投手        | サジントン高等学校 (CT)                          |
| 24    | 726   | スペンサー・パットン         | カンザスシティ・ロイヤルズ                 | 投手        | 南イリノイ大学エドワーズビル校                   |
| 25    | 771   | クリス・デベンスキー         | シカゴ・ホワイトソックス                   | 投手        | カリフォルニア州立大学フラトン校                 |
| 26    | 785   | ザック・デイビーズ           | ボルチモア・オリオールズ                   | 投手        | メスキート高等学校 (AZ)                          |
| 28    | 860   | ライアン・シェリフ           | セントルイス・カージナルス                 | 投手        | グレンデール・コミュニティ大学 (AZ)              |
| 29    | 873   | キーオン・ケラ               | シアトル・マリナーズ                       | 投手        | チーフシールズ高校 (WA)                          |
| 29    | 876   | ジェイコブ・ジュニス         | カンザスシティ・ロイヤルズ                 | 投手        | ロックフォールズ高等学校 (IL)                    |
| 29    | 889   | テイラー・コール             | トロント・ブルージェイズ                   | 投手        | ブリガムヤング大学 (UT)                          |
| 30    | 929   | ジョン・ブレッビア           | ニューヨーク・ヤンキース                   | 投手        | イーロン大学 (NC)                                |
| 32    | 967   | ビリー・バーンズ             | ワシントン・ナショナルズ                   | 外野手      | マーサー大学 (GA)                                |
| 32    | 979   | ケビン・ピラー               | トロント・ブルージェイズ                   | 外野手      | カリフォルニア州立大学ドミンゲス・ヒルズ校       |
| 34    | 1032  | セス・ルーゴ                 | ニューヨーク・メッツ                       | 投手        | センテナリー・カレッジ・オブ・ルイジアナ         |
| 35    | 1062  | チェイスン・ブラッドフォード | ニューヨーク・メッツ                       | 投手        | セントラルフロリダ大学                           |
| 37    | 1136  | ライン・ハーパー             | アトランタ・ブレーブス                     | 投手        | オースティン・ピー州立大学 (TN)                  |
| 46    | 1402  | マック・ウィリアムソン       | ボストン・レッドソックス                   | 外野手      | ウェイクフォレスト大学 (NC)                      |
| 48    | 1464  | カール・エドワーズ・ジュニア | テキサス・レンジャーズ                     | 投手        | ミッドカロライナ高等学校 (SC)                    |